# Maria Vérone

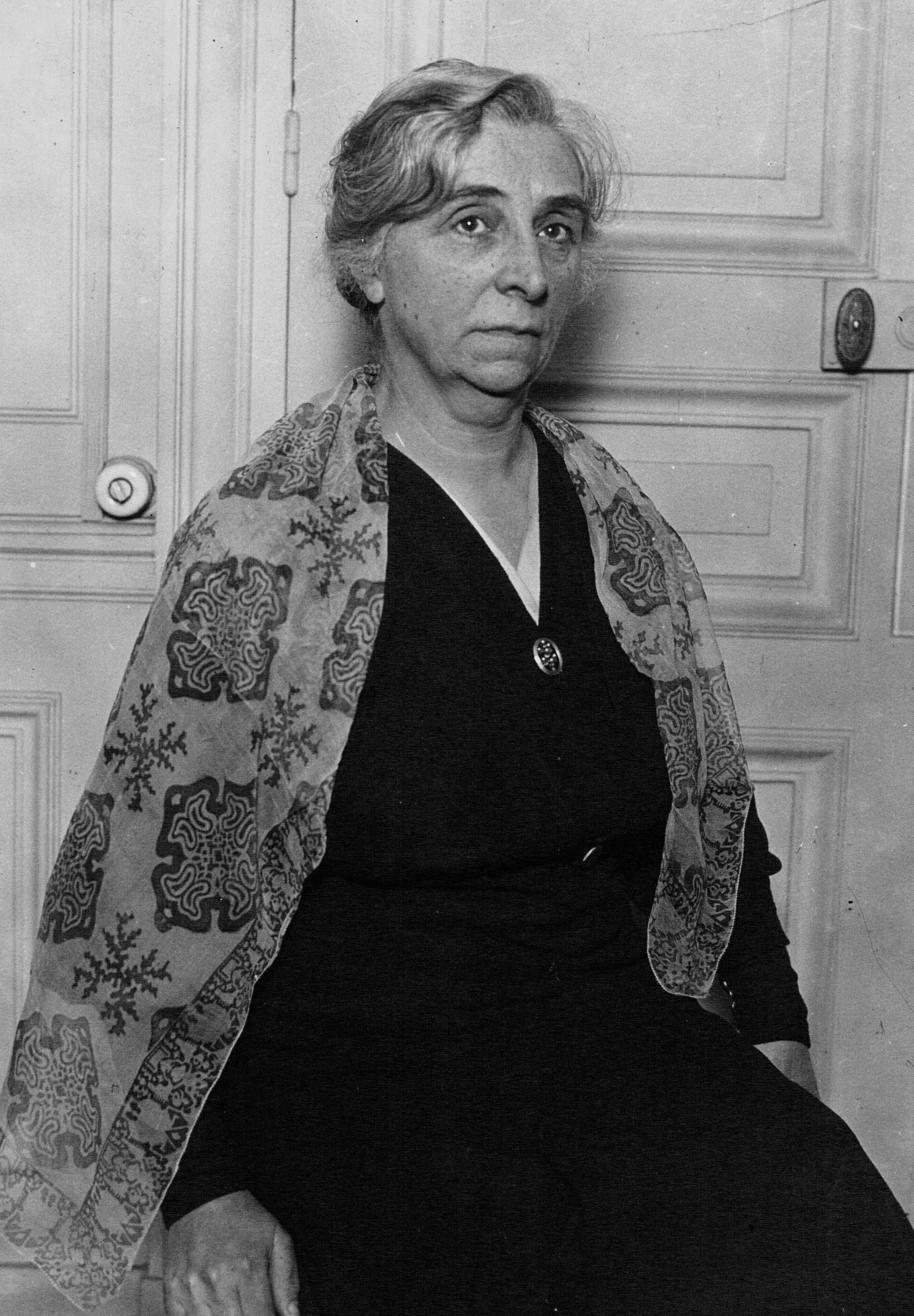
Maria Vérone (1933)

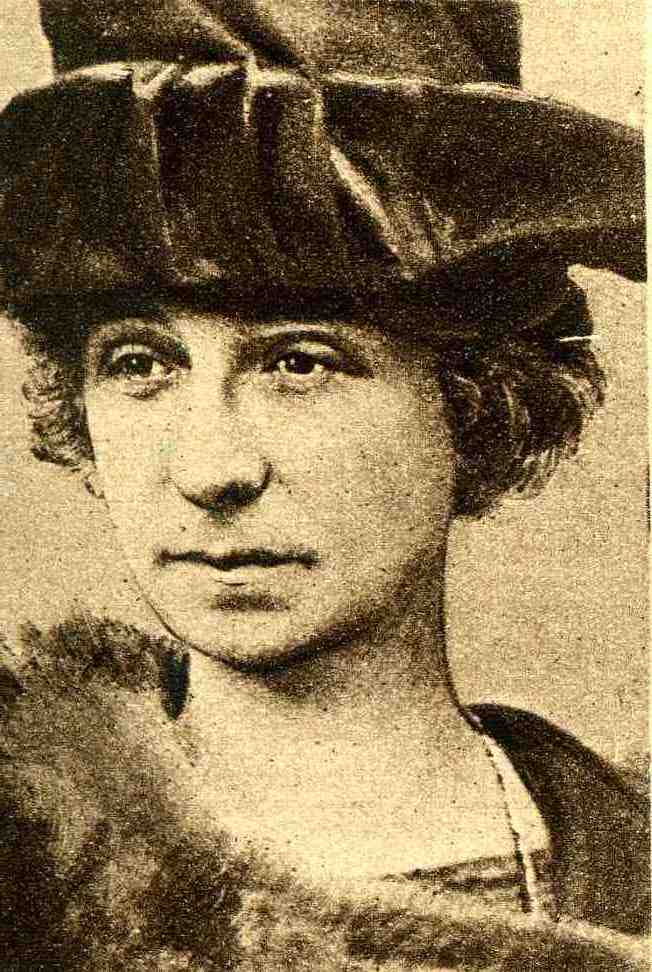
Maria Vérone in Le Pays de France (1919)

Maria Vérone (geboren 20. Juni 1874 in Paris; gestorben 24. Mai 1938 ebenda) war eine französische Juristin und Frauenrechtlerin.

## Leben
Maria Vérone wurde von ihrem Vater als Fünfzehnjährige in die Freidenkerbewegung eingeführt. Sie arbeitete eine Zeit in Paris als Lehrerin und wurde Reporterin der feministischen Zeitung La Fronde, die 1897 von Marguerite Durand gegründet worden war, sie schrieb später noch für die linke Zeitung La Bataille syndicaliste. Vérone studierte Jura und wurde 1908 als eine der ersten Frauen in Frankreich vor Gericht zugelassen und in die Anwaltskammer aufgenommen. 1900 heiratete sie den Drucker Maurice Giès, sie wurden 1907 geschieden. 1908 heiratete sie den Journalisten Georges Lhermitte.
Vérone setzte sich für Frauenrechte und für das Frauenwahlrecht ein und war von 1919 bis 1938 Vorsitzende der Ligue française pour le droit des femmes (LFDF). Als ihr 1936 von Léon Blum ein Ministeramt in der Volksfrontregierung angeboten wurde, hätte sie eine der ersten Frauen ein Ministeramt in Frankreich ausüben können, doch Vérone war bereits unheilbar erkrankt und musste ablehnen. Sie wurde 1936 zum Ritter der Ehrenlegion ernannt.
Nach ihr wurde in Paris im 18. Arrondissement der Square Maria-Vérone benannt.

## Schriften (Auswahl)
- Heiner Jestrabek: Freidenkerin und Frauenrechtlerin Maria Vérone (1874-1938) Libre-Penseuse et droits des femmes. Biographische Porträts von 70 Freidenkerinnen Libre-Penseuses Vorkämpferinnen für Frauenrechte und Freies Denken Verlag freiheitsbaum edition Spinoza Reutlingen-Heidenheim 2024, ISBN 978-3-922589-80-8
- Georges Lhermitte; Maria Vérone: La Séparation et ses conséquences. Vorwort Ernest Tarbouriech. Paris : Édition de la Clairière, 1906
- Chrystal Macmillan; Marie Stritt; Maria Verone: Le Suffrage des femmes en pratique. Paris : L’Alliance, 1913
  - Chrystal Macmillan; Marie Stritt; Maria Verone: Frauenstimmrecht in der Praxis. International Woman Suffrage Alliance. Dresden : Verlag von Heinrich Minden, 1913
- Résultats du suffrage des femmes. Paris : Ed. de la Clairière, 1914
- La femme et la loi. Vorwort Julie Siegfried. Paris : Larousse, 1920
- Pourquoi les femmes veulent voter. Paris : Ligue française pour le droit des femmes, 1926